# Maesa subdentata
Maesa subdentata är en viveväxtart som beskrevs av A. Dc. Maesa subdentata ingår i släktet Maesa och familjen viveväxter. Inga underarter finns listade i Catalogue of Life.